# Club Green Streets
O Club Green Streets é um clube de futebol profissional com sede em Malé, Maldivas, que compete na primeira divisão do Campeonato Maldivo de Futebol.

## História
O clube foi fundado em 2010, começando na terceira divisão, e ganhou a promoção para a segunda divisão como vice-campeão em 2012. Mais tarde, foi promovido à primeira divisão em 2016 após uma temporada invicta. O clube e seu treinador Sobah Mohamed decidiram mutuamente continuar sua jornada assumindo o mais recente e maior desafio do clube desde o seu início.
O clube foi fundado na esperança de unir a juventude de Machangolhi através do poder do futebol. Ainda é o principal objetivo do clube fornecer cargos dentro do clube para o maior número de jovens locais e promover e desenvolver jovens talentos, proporcionando-lhes uma plataforma para mostrar suas habilidades. 
A Club Green Streets Academy começaçou em 2017 como parte desse objetivo, procurar talentos ocultos e desenvolver e nutrir esses atletas para a melhoria do jogo e do futuro do futebol no país.
Registrado com apenas 70 membros na lista inicial de membros em 2010, o Club Green Streets teve o privilégio de aumentar o tamanho do clube em termos de membros nos últimos seis anos.
Hoje, com mais de 400 membros registrados, o Club Green Streets é um dos clubes locais mais fortes da capital das Maldivas.
O Club Green Streets foi registado como um clube desportivo recreativo para a juventude de Machangolhi. O clube participou de muitos outros esportes como basquete, futsal e Baibalaa.
Um dos primeiros títulos que o clube conquistou como clube esportivo recreativo registrado foi o campeonato baibalaa sub-18.

## Títulos

### Futebol
- Segunda Divisão
  - 2013: 3º Lugar
  - 2015: Vice-Campeão
  - 2016: Campeão

- Terceira Divisão
  - 2012: Vice-Campeão

### Baibalaa
- Baibalaa Sub-18
  - Campeão: 2010

## Elenco Atual
Nota: Bandeiras indicam equipe nacional, conforme definido pelas regras de elegibilidade da FIFA. Os jogadores podem ter mais de uma nacionalidade não-FIFA.
| N.º |           | Posição | Jogador             |
| --- | --------- | ------- | ------------------- |
|     | Japão     | G       | Jun Kochi           |
|     | Maldivas  | G       | Ibrahim Zayaan      |
|     | Paquistão | G       | Saqib Hanif         |
|     | Maldivas  | D       | Faruhad Ismail      |
|     | Maldivas  | D       | Mohamed Saaif       |
|     | Maldivas  | D       | Fairooz Adam Sameer |
|     | Maldivas  | D       | Ibrahim Haseeb      |

| N.º |          | Posição | Jogador         |
| --- | -------- | ------- | --------------- |
| 6   | Ucrânia  | M       | Dmytro Zhdanov  |
| 10  | Ucrânia  | M       | Illia Sobol     |
|     | Maldivas | M       | Mohamed Shaffaz |
|     | Maldivas | A       | Ahmed Nizam     |
|     | Maldivas | A       | Ahmed Githurees |